# Brainville (Manica)
Brainville è un comune francese di 199 abitanti situato nel dipartimento della Manica nella regione della Normandia.

## Società

### Evoluzione demografica
Abitanti censiti